# Clepsis gelophodes
Clepsis gelophodes es una especie de polilla del género Clepsis, categorizada en la tribu Archipini, de la subfamilia Tortricinae.

## Distribución
Se distribuye por Venezuela.

## Taxonomía
Fue descrita por Meyrick en 1936 y publicada en (Cacoecia), Verff. dt. Kolon. u. Ubersee-Mus. Bremen 1: 329.